# Донбас (филм, 2018)
"Донбас" - филм редитеља Сергија Лознице, направљен 2018. године. Заједничка продукција Немачке, Украјине, Француске, Холандије и Румуније. Светска премијера је одржана 9. маја 2018. године на 71. међународном фестивалу у Канама, где је филм добио награду за најбољи редитељски рад и постао филм-отварање фестивала. Филм је изашао на велике екране у Украјини у ограниченом обиму - само у биоскопу Жовтењ 2018. године.
29. августа 2018. године Украјински оскар комитет је прогласио филм "Донбас" за кандидата на номинацију Оскара у категорији "Најбољи филм на страном језику".